# Tarnak
För andra betydelser, se Tarnak (olika betydelser).
Tarnak (persiska: ترناک), eller Tarnak rud (ترناک رود), är ett vattendrag i södra Afghanistan. Från provinsen Ghazni går det västerut genom Zabol och in i Kandahar, där det mynnar som högerbiflod i Dori.